# Jan Buis
Jan Buis (ur. 15 lutego 1933 w Badhoevedorp) – holenderski kolarz szosowy, brązowy medalista szosowych mistrzostw świata.

## Kariera
Największy sukces w karierze Jan Buis osiągnął w 1956 roku, kiedy zdobył brązowy medal w wyścigu ze startu wspólnego amatorów podczas szosowych mistrzostw świata w Kopenhadze. W zawodach tych wyprzedzili go jedynie: jego rodak Frans Mahn oraz Belg Norbert Verougstraete. Był to jednak jedyny medal wywalczony przez Buisa na międzynarodowej imprezie tej rangi. Ponadto w tym samym roku wygrał między innymi kryterium w Mierlo i zajął drugie miejsce w Ronde van Midden-Nederland. Nigdy nie wystąpił na igrzyskach olimpijskich. Jako zawodowiec startował w 1959 roku.